# Histoplasma farciminosum
Histoplasma farciminosum är en svampart som först beskrevs av Rivolta, och fick sitt nu gällande namn av Redaelli & Cif. 1934. Histoplasma farciminosum ingår i släktet Histoplasma och familjen Ajellomycetaceae.   Inga underarter finns listade i Catalogue of Life.